# Tibiosioma
Tibiosioma – rodzaj chrząszczy z rodziny kózkowatych i podrodziny zgrzypikowych.

## Zasięg występowania
Przedstawiciele tego rodzaju występują w Ameryce Południowej, od Ekwadoru po południową Brazylię oraz Boliwię.

## Systematyka
Do Tibiosioma należą 4 gatunki:
- Tibiosioma flavolineata
- Tibiosioma maculosa
- Tibiosioma martinsi
- Tibiosioma remipes